# Nesameletus murihiku
Nesameletus murihiku är en dagsländeart som beskrevs av Terry Hitchings och Arnold H.Staniczek 2003. Nesameletus murihiku ingår i släktet Nesameletus och familjen Nesameletidae. Inga underarter finns listade i Catalogue of Life.